# Joël Zangerlé
Joël Zangerlé (Ettelbruck, 11 d'octubre de 1988) és un ciclista luxemburguès. Professional des del 2011. Del seu palmarès destaca la medalla d'or als Jocs dels Petits Estats d'Europa de 2013.

## Palmarès
- 2010
  -  Campió de Luxemburg en ruta sub-23
- 2013
  -  Medalla d'or en ruta als Jocs dels Petits Estats d'Europa
- 2014
  - 2n a la Fletxa del sud